# Resident Evil: Survivor 2 Code: Veronica
Resident Evil: Survivor 2 - Code: Veronica, pubblicato come Gun Survivor 2 – Biohazard – Code: Veronica (ガンサバイバー2バイオハザードコード：ベロニカ?, Gan Sabaibā Tsū Baiohazādo Kōdo: Beronika) in Giappone, è un videogioco per light gun sviluppato da Capcom in collaborazione con Namco esclusivamente per i territori PAL e per il Giappone. Le caratteristiche e le fasi del gioco sono prese direttamente da Resident Evil Code: Veronica. Il gioco offre anche il ritorno di Nemesis, che appare per inseguire il giocatore se il tempo si sta esaurendo, un'idea che funge da meccanismo per impedire ai giocatori di restare troppo a lungo alla macchina.

## Trama
Claire Redfield è alla ricerca di suo fratello Chris, dopo l'incidente del 1998 a Raccoon City, e lei ha ricevuto una soffiata da una fonte sconosciuta di un impianto Umbrella a Parigi. Claire tenta di infiltrarsi nella struttura, ma viene catturata, per poi essere inviata nel carcere dalla Umbrella a Rockfort Island. Lì fa conoscenza con un altro prigioniero, Steve Burnside, e organizza dei piani di fuga mentre nella prigione si verifica un focolaio del virus-T.

## Modalità di gioco
I giocatori hanno la possibilità di scegliere tra Claire Redfield o Steve Burnside, ma non è possible giocare in multiplayer con due giocatori in cooperativa. Il gameplay è più vicino a quello di un normale sparatutto in prima persona che a quello di un gioco originale di genere Gun Survivor, poiché invece di un mirino manuale il gioco si avvale di un mirino fisso che rimane al centro dello schermo.
La versione arcade del gioco utilizza una mitragliatrice fissa, che serve come un joystick per spostare il giocatore e ruotare la vista, così come il fuoco delle armi del giocatore. Il gioco ruota su un timer che inizia quando si entra in una zona, e se il tempo si esaurisce, Nemesis (da Resident Evil 3: Nemesis) inizierà a inseguire il giocatore e ad attaccarlo. Solo alcune macchine arcade hanno il secondo giocatore di sostegno.
Originariamente era previsto che fosse pubblicato con il titolo di Biohazard: Fire Zone, il gioco è stato poi rinominato Resident Evil: Survivor 2.